# Chi Ewere Ehihe Jie
Chi Ewere Ehihe Jie (englischer Titel: Night has fallen in the afternoon) ist eine Erzählung des nigerianischen Autors Joseph Uchechuku Tagbo Nzeako. Sie ist undatiert und wurde in Onitsha im nigerianischen Bundesstaat Anambra vermutlich um 1980 veröffentlicht.

## Handlung
Die Erzählung spielt in einer traditionellen vorchristlichen Igbo-Dorfgemeinschaft und beschreibt bildreich die Geschichte von Ikepuru Ezeonyekwelu, einem chief im Dorf Alǫoke, seiner Frau Ugonwa und ihrem einzigen Sohn Nonyerem. Das Heranwachsen des Sohnes wird als Erzählfaden der Erzählung verwendet. Sie endet mit dem Verschwinden des Sohnes, der eine arrangierte Heirat ablehnt, worauf sein Vater die Braut heiratet und mit ihr weitere Kinder zeugt.

## Erzählstil
Der Text hat einen auktorialen Erzähler und ist in der Vergangenheitsform geschrieben. Charakterisierendes Stilmittel der Erzählung ist die kontinuierliche Verwendung von Allegorien und Metaphern, die dem traditionellen Kulturkreis der Igbo zugehören. Mit ihnen werden dem Leser wesentliche geschichtliche, gesellschaftliche und religiöse Informationen der Igbo-Kultur auf z. T. drastische und humorvolle Weise vermittelt.
Die Sprachbilder in Form von Sprichwörtern und Redensarten erinnern an verschriftlichte mündliche Überlieferungen. Sie sind für Leser aus anderen Kulturkreisen schwer zu entschlüsseln, da in ihnen tropische Tiere (z. B. Python) oder unbekannte Pflanzen (z. B. Ulanjina) mit kulturspezifischen Konnotationen vorkommen.

## Weiteres
Die Erzählung hat 72 Seiten und ist in 14 Kapitel gegliedert. 13 der Kapitel beginnen jeweils mit einer Kapitelüberschrift, danach einer Schwarz-Weiß-Zeichnung einer Lebenssituation, die mit einem zugehörigen Motto unterschrieben ist und dem nachfolgenden Text. Einzig Kapitel 10 beinhaltet keine Zeichnung.

## Informationen zum Autor
Der Autor Joseph Uchechuku Tagbo Nzeako wurde am 14. Juni 1940 im nigerianischen Bundesstaat Anambra als eines von 10 Kindern geboren. Nach seiner Schulausbildung studierte er Journalismus und arbeitete für einen Fernsehsender in Enugu.
Chi Ewere Ehihe Jie ist eines der wenigen literarischen Werke, die in der Igbo-Sprache abgefasst sind. Weitere Werke des gleichen Autors sind
- Okuku Agbasaa Okpesi, 1964 (Thomas Nelson, Nigeria),
- Erimma, 1973 (Thomas Nelson, Nigeria),
- Juochi, 1981 (Macmillan, Nigeria).